# Kobylin-Pogorzałki
Kobylin-Pogorzałki – wieś w Polsce położona w województwie podlaskim, w powiecie wysokomazowieckim, w gminie Kobylin-Borzymy.
W latach 1975–1998 miejscowość administracyjnie należała do województwa łomżyńskiego.
Wierni kościoła rzymskokatolickiego należą do parafii św. Stanisława Biskupa i Męczennika w Kobylinie-Borzymach.

## Historia
Miejscowość była częścią tzw. okolicy szlacheckiej Kobylino. Pozostałe wsie rozróżnione drugim członem. Nazwa miejscowości pochodzi od nazwiska dziedziców tej ziemi – Pogorzelskich.
W I Rzeczypospolitej wieś należała do ziemi bielskiej w województwie podlaskim.
W roku 1921 naliczono tu 33 budynki z przeznaczeniem mieszkalnym oraz 219 mieszkańców (111 mężczyzn i 108 kobiety). Wszyscy podali narodowość polską i wyznanie rzymskokatolickie.

## Współcześnie
Nieopodal wsi znajduje się Narwiański Park Narodowy.